# Rhysiidae
Rhysiidae is een familie van neteldieren uit de klasse van de Hydrozoa (hydroïdpoliepen).

## Geslacht
- Rhysia Brinckmann, 1965